# Hoplodactylus duvaucelii
Hoplodactylus duvaucelii е вид влечуго от семейство Diplodactylidae. Видът не е застрашен от изчезване.

## Разпространение
Разпространен е в Нова Зеландия.